# Campeonato Nicaraguense de Futebol
A Liga Primera de Nicaragua (em português: Liga Primeira da Nicarágua) é o campeonato nacional de futebol da Nicaragua criado em 1931, desde 1985, o torneio foi rebatizado o Campeonato Nacional. Até 1994, o torneio foi disputado durante o ano civil, a partir da temporada 1994-1995, o evento começou a se desdobrar nos anos em torno do Sol, segundo o modelo dos campeonatos europeus. Até 2003, o campeonato foi realizado com a fórmula de um torneio único, que é dividido em várias etapas, com a decisão em uma partida final para decidir o campeão nacional. Desde 2004 foi adotada a fórmula ainda em vigor, que inclui dois torneios sazonais cujas amostras colidem em um grand finale que determinar o campeão nacional.sendo atualmente divida em dois torneios Apertura e Clausura. Cada torneio tem três fases: Temporada regular Primeira Fase na qual dez clubes jogam duas partidas contra cada adversário, avançando os quatro primeiros. As semifinais disputada entre o 1º vs 4º e 2 vs 3º com os vencedores fazendo a final, se uma equipe vence os dois torneios será coroado Campeão Nacional. Se campeões diferentes o campeão nacional será definido em uma final em jogos de ida e volta chamado de "Grand Final".
O Diriangén é o clube que mais vezes ganhou a títulos da Primera División (26), Real Estelí entretanto detém o recorde de maior número de vitórias consecutivas (7).
O rebaixamento direto acontece com o último colocado da temporada regular, no caso do acesso, a primeira é realizado um jogo de ida e volta entre o penúltimo colocado da temporada regular versus o segundo colocado da Segunda Divisão. O vencedor atuará na Primeira Divisão e o perdedor na Segunda Divisão. Atualmente, o campeonato é composto por 8 equipes. As quatro melhores equipes no final da fase regular classificou para a segunda fase. Cada equipe, então, enfrenta duas vezes as outras três equipes e dois top confronto em um go / retorno final. Em caso de igualdade quando se extensões e, se necessário, um gol no tiroteio ocorreu. O campeão e o vice campeão do campeonato se classificam para a Liga da CONCACAF.

## Curiosidades
- Manual "Catarrito" Cuadra  é o maior artilheiro do campeonato com 742 gols.
- Oscar "Chiqui" Calvo é o maior goleador em uma única temporada com 44 gols em 1967 jogando pelo Flor de Caña.
- Sergio Gago é o maior número de gols em uma temporada no novo formato com 35 em 1999.
- José María Bermúdez é o maior artilheiro em uma única partida com nove gols em 1999.
- Marvin González é o marcador do (gol mais rápido,  15 segundos no jogo entre San Marcos contra Real Estelí.

## Temporada 2018/2019
| Equipe            | Departamento  | Cidade     | Estadio               |
| ----------------- | ------------- | ---------- | --------------------- |
| Diriangén FC      | Carazo        | Diriamba   | Cacique Diriangén     |
| Chinandega FC     | Chinandega    | Chinandega | La Veranera           |
| Juventus FC       | Managua       | Managua    | Olímpico Del IND      |
| Managua FC        | Managua       | Managua    | Nacional              |
| CD Ocotal         | Nueva Segovia | Ocotal     | Roy Fernando Bermúdez |
| ART Jalapa        | Nueva Segovia | Jalapa     | Alejandro Ramos       |
| Real Estelí FC    | Estelí        | Estelí     | Estadio Independencia |
| Real Madriz FC    | Madriz        | Somoto     | Solidaridad           |
| UNAN FC           | Managua       | Managua    | Nacional              |
| CD Walter Ferreti | Managua       | Managua    | Nacional              |

## Campeões
| Ano                            | Campeão                        | Placar  | Vice-Campeão             | Artilheiro                 | Clube                     | Gols |
| Campeonato Anual               |                                |         |                          |                            |                           |      |
| 1933                           | Alas Managua                   | -       | -                        | Diedrich Téllez            | Diriangén                 | 10   |
| 1934                           | Club Atlético                  | -       | -                        | Cyril Errington            | Club Atlético             | 12   |
| 1939                           | Lido                           | -       | -                        | Marcos Zambrana            | Diriangén                 | 17   |
| 1940                           | Diriangén                      | -       | -                        | Jose Carrion               |                           | 15   |
| 1941                           | Diriangén                      | -       | -                        | Marcos Zambrana            | Diriangén                 | 16   |
| 1942                           | Diriangén                      | -       | -                        | Marcos Zambrana            | Diriangén                 | 14   |
| 1943                           | Diriangén                      | -       | -                        | Carlos Membreño            |                           | 11   |
| 1944                           | Diriangén                      | -       | -                        | Carlos Membreño            |                           | 15   |
| 1945                           | Diriangén                      | -       | -                        | Bismark Montiel            |                           | 15   |
| 1946                           | Ferrocarril                    | -       | -                        | Aldo Pérez                 |                           |      |
| 1947                           | Colegio C-A                    | -       | -                        | Gaspar Servio              |                           |      |
| 1948                           | Ferrocarril                    | -       | -                        |                            |                           |      |
| 1949                           | Diriangén                      | -       | -                        |                            |                           |      |
| 1950                           | Aduana                         | -       | -                        |                            |                           |      |
| 1951                           | Aduana                         | -       | -                        |                            |                           |      |
| 1953                           | Diriangén                      | -       | -                        |                            |                           |      |
| 1954                           | La Salle                       | -       | -                        |                            |                           |      |
| 1955                           | Aduana                         | -       | -                        |                            |                           |      |
| 1956                           | Diriangén                      | -       | -                        |                            |                           |      |
| 1958                           | Club Atlético                  | -       | -                        |                            |                           |      |
| 1959                           | Diriangén                      | -       | -                        |                            |                           |      |
| 1960                           | La Nica                        | -       | -                        |                            |                           |      |
| 1961                           | Santa Cecilia                  | -       | -                        |                            |                           |      |
| 1965                           | Santa Cecilia                  | -       | -                        |                            |                           |      |
| 1966                           | Flor de Caña                   | -       | -                        |                            |                           |      |
| 1967                           | Flor de Caña                   | -       | -                        |                            |                           |      |
| 1968                           | Universidad Centroamericana FC | -       | -                        |                            |                           |      |
| 1969                           | Diriangén                      | -       | -                        |                            |                           |      |
| 1970                           | Diriangén                      | -       | -                        |                            |                           |      |
| 1971                           | Santa Cecilia                  | -       | -                        |                            |                           |      |
| 1972                           | Santa Cecilia                  | -       | -                        |                            |                           |      |
| 1973                           | Santa Cecilia                  | -       | -                        |                            |                           |      |
| 1974                           | Diriangén                      | -       | -                        |                            |                           |      |
| 1975                           | Universidad Centroamericana FC | -       | -                        |                            |                           |      |
| 1976                           | Universidad Centroamericana FC | -       | -                        |                            |                           |      |
| 1977                           | Universidad Centroamericana FC | -       | -                        |                            |                           |      |
| 1980                           | Bufalos Rivas                  | -       | -                        |                            |                           |      |
| 1981                           | Diriangén                      | -       | -                        |                            |                           |      |
| 1982                           | Diriangén                      | -       | -                        |                            |                           |      |
| 1983                           | Diriangén                      | -       | -                        |                            |                           |      |
| 1984                           | Deportivo Masaya               | -       | -                        |                            |                           |      |
| 1985                           | América Managua                | -       | -                        |                            |                           |      |
| 1986                           | Deportivo Masaya               | -       | -                        |                            |                           |      |
| 1987                           | Diriangén                      | -       | -                        |                            |                           |      |
| 1988                           | América Managua                | -       | -                        |                            |                           |      |
| 1989                           | Diriangén                      | -       | -                        |                            |                           |      |
| 1990                           | América Managua                | -       | -                        |                            |                           |      |
| 1991                           | Real Estelí                    | -       | -                        |                            |                           |      |
| 1992                           | Diriangén                      | -       | -                        |                            |                           |      |
| 1993                           | Juventus Managua               | -       | -                        |                            |                           |      |
| 1994                           | Juventus Managua               | -       | -                        |                            |                           |      |
| Campeonato Saisonnier          |                                |         |                          |                            |                           |      |
| 1994-1995                      | Diriangén                      | -       | -                        |                            |                           |      |
| 1995-1996                      | Diriangén                      | -       | -                        |                            |                           |      |
| 1996-1997                      | Diriangén                      | -       | -                        |                            |                           |      |
| 1997-1998                      | Deportivo Walter Ferreti       | -       | -                        |                            |                           |      |
| 1998-1999                      | Real Estelí                    | -       | -                        |                            |                           |      |
| 1999-2000                      | Diriangén                      | -       | -                        |                            |                           |      |
| 2000-2001                      | Deportivo Walter Ferreti       | -       | -                        |                            |                           |      |
| 2001-2002                      | Deportivo Jalapa               | -       | -                        |                            |                           |      |
| 2002-2003                      | Real Estelí                    | -       | -                        |                            |                           |      |
| 2003-2004                      | Real Estelí                    | -       | -                        |                            |                           |      |
| 2004-2005                      | Diriangén                      | -       | -                        |                            |                           |      |
| 2005-2006                      | Diriangén                      | -       | -                        |                            |                           |      |
| 2006-2007                      | Real Estelí                    | -       | -                        |                            |                           |      |
| 2007-2008                      | Real Estelí                    | -       | -                        |                            |                           |      |
| 2008-2009                      | Real Estelí                    | -       | -                        |                            |                           |      |
| Campeonato Apertura e Clausura |                                |         |                          |                            |                           |      |
| 2009 A                         | Deportivo Walter Ferreti       | -       | -                        |                            |                           |      |
| 2010 C                         | Real Estelí                    | -       | -                        |                            |                           |      |
| 2010 A                         | Deportivo Walter Ferreti       | -       | -                        | Herbert Cabrera            | Deportivo Walter Ferreti  | 15   |
| 2011 C                         | Real Estelí                    | -       | -                        | Erick Sierra               | Real Estelí               | 10   |
| 2011 A                         | Real Estelí                    | 4-3     | Deportivo Walter Ferreti | Andres Giraldo             | Chinandega                | 12   |
| 2012 C                         | Real Estelí                    | 6-1     | Diriangén                | Rudel Calero Remmy Vanegas | Diriangén Real Estelí     | 9    |
| 2012 A                         | Real Estelí                    | 4-0     | Deportivo Walter Ferreti |                            |                           |      |
| 2013 C                         | Real Estelí                    | 6-0     | Deportivo Walter Ferreti |                            |                           |      |
| 2013 A                         | Real Estelí                    | 1-0     | Deportivo Walter Ferreti | Andres Giraldo             | Chinandega                | 11   |
| 2014 C                         | Real Estelí                    | 2-1     | Diriangén                | Dani Cadena                | Deportivo Walter Ferretti | 11   |
| 2014 A                         | Deportivo Walter Ferreti       | 2-1     | Real Estelí              | Marlon Barrios             | Real Madriz               | 16   |
| 2015 C                         | Real Estelí                    | 3-1     | UNAM Managua             |                            |                           |      |
| 2015 A                         | Real Estelí                    | -       |                          |                            |                           |      |
| 2016/17 A                      | Deportivo Walter Ferreti       | 1-1     | Managua FC               | Gregorio Torres            | Real Estelí               | 12   |
| 2018 C                         | Diriangén                      | 3-2     | Real Estelí              |                            |                           |      |
| 2018 A                         | Managua FC                     | 1-0     | Real Estelí              |                            |                           |      |
| 2019 C                         | Real Estelí                    | 3-3     | Managua                  | Lucas Dos Santos           | Managua                   | 15   |
| 2019 A                         | Real Estelí                    | 2-1     | Managua                  | Edward Morillo             | Managua                   | 17   |
| 2020 C                         | Real Estelí                    | 1-1 3-1 | Managua                  | Carlos Félix               | Managua                   | 10   |
| 2020 A                         | Real Estelí                    | 1-0     | Diriangén                | Fernando Villalpando       | Deportivo Walter Ferretti | 10   |
| 2021 C                         | Diriangén                      | 2-0 1-1 | Managua                  |                            |                           |      |

## Títulos por clube
| Clube                          | Campeão | Anos dos Títulos |
| ------------------------------ | ------- | --- |
| Diriangén                      | 28      | 1940, 1941, 1942, 1943, 1944, 1945, 1949, 1953, 1956/57, 1959, 1969, 1970, 1974, 1981, 1982, 1983, 1987, 1989, 1992, 1994/95, 1995/96, 1996/97, 1999/00, 2004-A, 2005-C, 2005/06, 2018-C, 2021-C |
| Real Estelí                    | 19      | 1991, 1998/99, 2002/03, 2003-A, 2004-C, 2006/07, 2007/08, 2008/09, 2009/10, 2010/11, 2011/12, 2012/13, 2013/14, 2015/16, 2016/17, 2019-C, 2019-A, 2020-C, 2020-A                                 |
| Deportivo Santa Cecilia        | 5       | 1961, 1965 ,1971, 1972, 1973 |
| Deportivo Walter Ferreti       | 4       | 1997/98, 2000/01, 2014/15, 2017-A |
| Universidad Centroamericana FC | 4       | 1968, 1975, 1976, 1977/78 |
| América Managua                | 3       | 1985, 1988, 1990 |
| Aduana                         | 3       | 1950, 1951/52, 1955 |
| Juventus Managua               | 2       | 1993, 1994 |
| Deportivo Masaya               | 2       | 1984, 1986 |
| Flor de Caña                   | 2       | 1966, 1967 |
| Club Atlético FC               | 2       | 1934, 1958 |
| Ferrocarril FC                 | 2       | 1946, 1948 |
| Managua                        | 2       | 2018-A, 2024-25 |
| UNAN                           | 1       | 2015-A |
| Deportivo Jalapa               | 1       | 2001/02 |
| Bufalos Rivas                  | 1       | 1980 |
| La Nica                        | 1       | 1960 |
| La Salle                       | 1       | 1954 |
| Colegio C-A FC                 | 1       | 1947 |
| Lido                           | 1       | 1939 |
| Alas                           | 1       | 1933 |

## Ligação Externa
- Futebol local